# Alfred Sageder
Alfred Sageder (Gramastetten, 29 de septiembre de 1933-2017) fue un deportista austríaco que compitió en remo. Su nieto Sebastian compitió en el mismo deporte.
Participó en tres Juegos Olímpicos de Verano entre los años 1956 y 1964, obteniendo dos medallas, bronce en Melbourne 1956 y plata en Roma 1960. Ganó cuatro medallas en el Campeonato Europeo de Remo entre los años 1956 y 1959.

## Palmarés internacional
| Juegos Olímpicos   | Juegos Olímpicos      | Juegos Olímpicos  | Juegos Olímpicos |
| Año                | Lugar                 | Medalla           | Prueba           |
| ------------------ | --------------------- | ----------------- | ---------------- |
| 1956               | Melbourne (Australia) | Medalla de bronce | Dos sin timonel  |
| 1960               | Roma (Italia)         | Medalla de plata  | Dos sin timonel  |
| Campeonato Europeo |                       |                   |                  |
| Año                | Lugar                 | Medalla           | Prueba           |
| 1956               | Bled (Yugoslavia)     | Medalla de plata  | Dos sin timonel  |
| 1956               | Bled (Yugoslavia)     | Medalla de bronce | Dos con timonel  |
| 1957               | Duisburgo (RFA)       | Medalla de plata  | Dos sin timonel  |
| 1959               | Mâcon (Francia)       | Medalla de bronce | Dos sin timonel  |